# Durian (Bajenis)
Durian is een bestuurslaag in het regentschap Tebing Tinggi van de provincie Noord-Sumatra, Indonesië. Durian telt 7315 inwoners (volkstelling 2010).